# Consuelo Fernández
Consuelo Fernández (Villa de Cura, Venezuela; 1797 - 1814) era la hermana de un militar parte de las fuerzas de José Félix Ribas, y que trató de alertar a Félix Ribas sobre la toma de Caracas por parte de los realistas.

## Historia
Consuelo Fernández nació en 1797 en Villa de Cura, hoy estado Aragua, Venezuela. Se sabe que vivió allí junto a su padre y su hermano, Manuel Fernández, a quien cuidaba. Este partió un día para unirse a las tropas de José Félix Ribas, dejándola sola junto a su padre, durante la Guerra de Independencia de Venezuela, luego de que el general español José Tomás Boves derrotara a Vicente Campo Elías en 1814. Esto le da paso para refugiarse en la Villa. Uno de los coroneles de Boves comenzó a cortejar a Consuelo, esta aprovechó la situación para extraer información de los próximos movimientos de las fuerzas realistas. Al descubrir que Boves atacaría La Victoria (Venezuela), alertó a su hermano, quién formaba parte del ejército de José Félix Ribas, a través de una carta, la cual encomienda a un hombre, para que la haga llegar a su hermano. Sin embargo, el hombre es capturado en el viaje y Consuelo es delatada, con lo que es culpada de "insurgente revolucionaria" y encarcelada.
Consuelo es encarcelada el 10 de febrero de 1814 en la población de Villa de Cura. Fue testigo de uno de tantos hechos que a las luchas independentistas de Venezuela. El coronel le propone contraer matrimonio y renunciar a la causa independentista, para así ser libre junto a su padre, Consuelo se negó: “Aparte de mi lado jamás me podré unirme a lo que me inspira tanto desprecio, ¡Viva la patria,viva la libertad!”. Ese mismo día fue condenada a muerte y fusilada en la plaza de la localidad. 

## Carta
“El sargento Boves que se encuentra acuartelado en Villa de Cura, se prepara a invadir La Victoria, avísalo al General Ribas, y marchen lo más pronto que puedan a salvarnos.Uno de los tenientes llamado coronel Pérez, que me vio el otro día en la Iglesia, se atrevió a pedir mi mano a papá.Figúrate con que indignación no rechazamos esa proposición, pues tu sabes que entre los patriotas y los realistas hay un abismo insondable. Te bendice, tu hermana Consuelo”.